# Xomacris
Xomacris is een geslacht van rechtvleugeligen uit de familie Romaleidae. De wetenschappelijke naam van dit geslacht is voor het eerst geldig gepubliceerd in 1955 door Rehn.

## Soorten
Het geslacht Xomacris omvat de volgende soorten:
- Xomacris cryptica Amédégnato & Poulain, 1986
- Xomacris nuptialis Gerstaecker, 1889
- Xomacris riederi Amédégnato & Poulain, 1986